# 曼托維爾
曼托維爾（英語：Mantorville）是一個位於美國明尼蘇達州道奇縣的都市。根據2010年美國人口普查，該地共人口22172人，而該地的面積約為3.76平方千米。同時該地也是道奇縣的縣治。

## 地理
曼托維爾的座標為44°04′02″N 92°45′27″W / 44.06722°N 92.75750°W，而該地的平均海拔高度為359米（即1178英尺）。